# 間葉系幹細胞

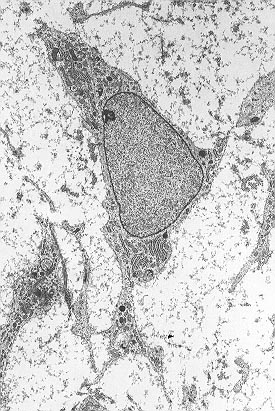
間葉系幹細胞

間葉系幹細胞（かんようけいかんさいぼう、英: Mesenchymal stem cell）は、中胚葉性組織（間葉）に由来する体性幹細胞。間葉系に属する細胞への分化能をもつ。この細胞から成る組織は間充織（かんじゅうしき英: mesenchyme）と呼ばれる。骨や血管、心筋の再構築などの再生医療への応用が期待されている。採取する組織により特性が異なるため、採取する組織ごとに骨髄由来幹細胞(英: bone marrow stem cell)、脂肪組織由来幹細胞(英: adipose-derived stem cell)などとも呼ばれる。
骨髄間質細胞が分化誘導されることにより、間葉系に属する細胞（骨細胞、心筋細胞、軟骨細胞、腱細胞、脂肪細胞など）になる。最近では、さらにグリア細胞（外胚葉由来）、肝臓（内胚葉由来）など、中胚葉性でない組織にまで分化できる可塑性を持っていることが示されている。

## 間葉系細胞の採取と培養
間葉系幹細胞は，骨髄，脂肪組織，胎盤組織又は臍帯組織, 歯髄等，種々の組織から取得できることが知られており、その精製プロセスは、概ね以下のとおりである。
- (1)ヒトから採取した少量の脂肪片を酵素処理して得られる細胞型の混合集団から、遠心分離によって浮遊性の脂肪細胞集団を分離し
- (2)培養液を満たした培養器の天井面に接触させた状態で静置した時に下床面に沈降して増殖する線維芽様細胞を継代培養によって増殖させる。

## 骨髄間葉系細胞
間葉系幹細胞は間葉系組織のあるすべての組織に存在すると考えられている。間葉系組織のなかで骨髄間葉系幹細胞は、骨髄穿刺で容易に採取でき、培養技術も確立されている。骨髄間葉系幹細胞は骨髄間質細胞の中に含まれている。骨髄間質細胞は骨髄の中で主体となる造血細胞を支える細胞の一種である。骨髄間質細胞は骨髄のなかで造血細胞を支えるために網状の構造をとる。骨髄はからだのなかで血液を造る造血作用の主要臓器である。

## ウニの間充織
ウニの発生過程においての間葉系幹細胞には一次間充織と二次間充織が存在する。ウニは発生のモデル生物であるため、両者については詳細が判明している。
原腸胚初期に、植物極側の細胞層が胞胚腔に落ち込み、陥入が始まる。このとき、陥入した細胞群の一部が胞胚腔に遊離し植物極側に沈む。これが一次間充織または第一次間充織である。原腸胚後期には一次間充織は骨片になる。骨片はプリズム幼生期まで胞胚腔内に存在する。
原腸胚中期に、原腸の先端部から胞胚腔内に遊離する細胞群があり、これが二次間充織または第二次間充織である。二次間充織は糸状の仮足を動物極側の外胚葉の細胞層に伸ばす。仮足は外胚葉の細胞に接触すると収縮しながら原腸を引き上げる。この機構により、原腸の先端が外胚葉の細胞層に到達し、口ができる。二次間充織は後に筋肉や体腔細胞などに分化する。